# Peter Nettekoven (Generalvikar)

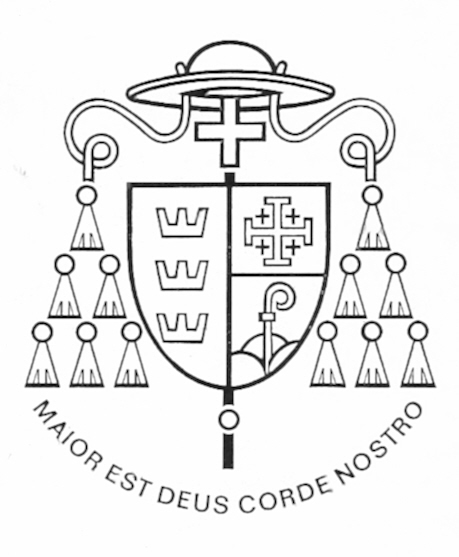
Das Wappen des ernannten Weihbischofs

Peter Nettekoven (* 14. August 1914 in Köln-Ehrenfeld; † 23. April 1975 in Jerusalem) war Generalvikar des Erzbischofs von Köln und ernannter Weihbischof in Köln.

## Leben
Peter Nettekoven, Sohn von Jakob und Josefine geb. Eschenberg, trat nach seinem Abitur am Kaiser-Wilhelm-Gymnasium in Köln in das Priesterseminar des Erzbistums Köln ein und studierte Philosophie und Theologie an der Universität Bonn. Am 25. Juli 1940 zum Priester geweiht, war Peter Nettekoven – unterbrochen durch Kriegsdienst und Gefangenschaft – Kaplan in der Pfarrei Kreuzerhöhung in Wissen an der Sieg und von 1948 bis 1954 Pfarrverwalter an St. Stephanus in Hoeningen bei Grevenbroich. 1954 wurde er Diözesanbeauftragter für die Landjugendseelsorge und Rektor von Haus Altenberg, 1958 Leiter der Abteilung Landseelsorge im Erzbischöflichen Generalvikariat Köln und Leiter der Katholischen Landvolkshochschule in Rhöndorf. Von 1961 bis 1966 war Nettekoven auf Bundesebene tätig als Bundespräses der Frauenjugend Deutschlands. Von 1966 bis 1969 leitete er das Seelsorgeamt im Erzbistum Köln.
Der Kölner Erzbischof Joseph Kardinal Höffner berief ihn am 24. Februar 1969 zu seinem Generalvikar und ernannte ihn am 25. August 1969 zum residierenden Domkapitular an der Hohen Metropolitankirche in Köln.
Peter Nettekoven war ein exzellenter Kenner des Heiligen Landes. Er wurde zum Archimandrit des griechisch-katholische Patriarchat in Jerusalem ernannt. 1969 wurde er von Kardinal-Großmeister Eugène Tisserant, dem Dekan des Kardinalskollegiums, zum Ritter des Ritterordens vom Heiligen Grab zu Jerusalem ernannt und am 6. Dezember 1969 durch Wilhelm Cleven, Großprior des Ordens, investiert.
Am 25. März 1975 hatte Papst Paul VI. ihn zum Weihbischof in Köln und Titularbischof von Clypia ernannt. Die Bischofsweihe sollte am 1. Mai 1975 stattfinden. Als Wahlspruch wählte Peter Nettekoven Maior est Deus corde nostro, „Gott ist größer als unser Herz“ (1 Joh 3,20 ). Sein Wappen zeigt in den drei Feldern die Symbole Kölns als Nettekovens Heimatdiözese, Altenbergs, des Zentrums der katholischen Jugendarbeit in Deutschland, und des Heiligen Landes.
Peter Nettekoven starb am 23. April 1975 plötzlich auf einer Pilgerreise in Jerusalem, die er zur Vorbereitung auf seine Bischofsweihe unternahm, an einem Herzinfarkt.

## Ehrungen und Auszeichnungen
- Ritter vom Heiligen Grab (1969)
- Ehrendoktorwürde der Theologie der Sophia-Universität in Tokio (1973)